# Peucedanum candollei
Peucedanum candollei är en flockblommig växtart som beskrevs av Minosuke Hiroe. Peucedanum candollei ingår i släktet siljor, och familjen flockblommiga växter. Inga underarter finns listade i Catalogue of Life.